# Sitio Arqueológico Kinal
Sitio Arqueológico Kinal är en fornlämning i Guatemala.   Den ligger i departementet Petén, i den norra delen av landet, 400 km norr om huvudstaden Guatemala City. Sitio Arqueológico Kinal ligger 81 meter över havet.
Terrängen runt Sitio Arqueológico Kinal är huvudsakligen platt. Sitio Arqueológico Kinal ligger nere i en dal. Runt Sitio Arqueológico Kinal är det glesbefolkat, med 11 invånare per kvadratkilometer. Det finns inga samhällen i närheten. I omgivningarna runt Sitio Arqueológico Kinal växer i huvudsak städsegrön lövskog.